# Hamud al-Dschaifi

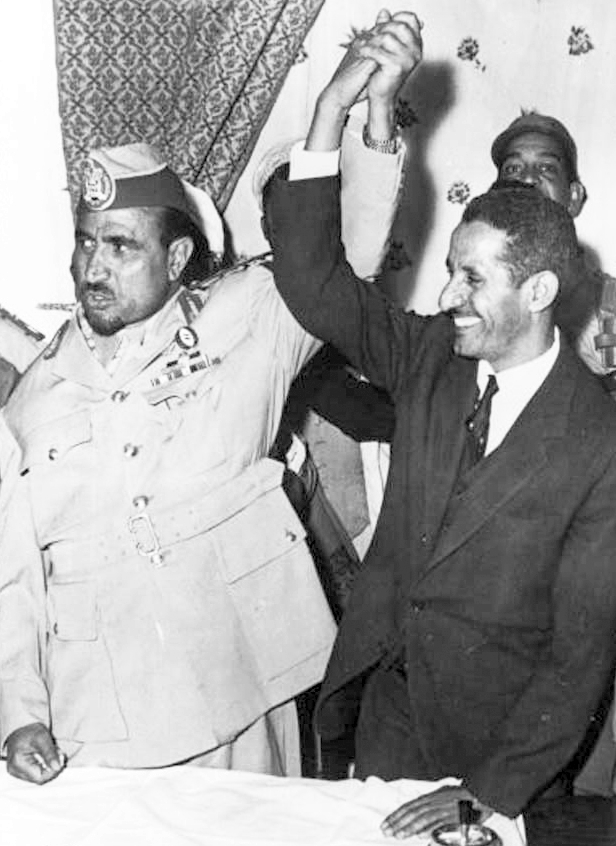
Jemens Präsident Abdullah as-Sallal (links) und Hamoud al-Dschaifi (1964)

Hamoud al-Dschaifi (arabisch حمود الجائفي, DMG Ḥamūd al-Ǧaifī; * 1917 oder 1918 in Nordjemen; † 1985), gelegentlich auch als Djaifi, al-Jaifi, el-Jaefy, Gayefi oder al-Jaifi transkribiert, war ein jemenitischer General und Politiker. Von 1964 bis 1965 war er Ministerpräsident der Jemenitischen Arabischen Republik (Nordjemen).
Wie Abdullah as-Sallal und Hassan al-Amri zählte auch Hamud al-Dschaifi zu jener ersten Gruppe jemenitischer Offiziere, die in den 1930er Jahren im Auftrag von Imam (König) Yahya an der irakischen Militärakademie in Bagdad ausgebildet worden waren. Wegen Beteiligung an einem Umsturzversuch nach der Ermordung Yahyas wurde er 1948 inhaftiert, während einer erneuten Revolte in Sanaa 1955 aber wieder freigelassen.  Bis 1962 war er Ausbilder an der jemenitischen Militärschule in Sanaa. Die jungen, im September 1962 die Monarchie stürzenden republikanischen Putsch-Offiziere sollen zunächst ihn als Frontgesicht ausgewählt haben, Al-Dschaifi aber soll as-Sallal den Vortritt gelassen haben.
Unter as-Sallal wurde al-Dschaifi zum General und zum Oberkommandierenden der Armee befördert. Als Botschafter in der Vereinigten Arabischen Republik (Ägypten) erreichte er im Oktober 1962 die ägyptische Intervention zugunsten der jungen jemenitischen Republik, die sich im Bürgerkrieg gegen die von Saudi-Arabien und Jordanien unterstützten und vom gestürzten Imam geführten Royalisten befand. Anstelle Hassan al-Amris wurde al-Dschaifi am 29. April 1964 zum Präsidenten des Exekutivrates der Republik (Premierminister) ernannt, am 4. Mai nahm al-Dschaifis Regierung die Arbeit auf. Vizepremier wurde Abdul Rahman al-Iriani.
Als Regierungschef war Al-Dschaifi zudem Mitglied der im Juli 1964 gebildeten Vereinigten Politischen Führung, die die Vereinigung Jemens mit Ägypten vorbereiten sollte. Im Bürgerkrieg befürwortete er ebenso wie al-Amri, al-Iriani, Ahmad Muhammad Numan oder andere konservative Republikaner eine Versöhnung mit gemäßigten Royalisten, im Gegensatz zu al-Amri und Co. lehnte er einen Rückzug der Ägypter jedoch ab. Im Zuge der Machtkämpfe innerhalb der republikanischen Führung wurde er daher schon am 6. Januar 1965 von al-Amri abgelöst, blieb aber weiterhin Armeechef und war bis Juli 1965 Wirtschaftsminister in al-Amris Kabinett. Er spielte noch eine wichtige Rolle bei der Verteidigung Sanaas während der Belagerung 1967/68 und nahm nach Kriegsende 1970 seinen Abschied.

## Weblink
- Hamoud al-Jaifi in: Internationales Biographisches Archiv 32/1964 vom 27. Juli 1964, im Munzinger-Archiv, abgerufen am 2. Februar 2024 (Artikelanfang frei abrufbar)

| Personendaten    | Personendaten                        |
| ---------------- | ------------------------------------ |
| NAME             | Dschaifi, Hamud al-                  |
| ALTERNATIVNAMEN  | Jaifi, Hamoud el-                    |
| KURZBESCHREIBUNG | jemenitischer Offizier und Politiker |
| GEBURTSDATUM     | 1917 oder 1918                       |
| GEBURTSORT       | Nordjemen                            |
| STERBEDATUM      | 1985                                 |
| STERBEORT        | Sanaa                                |